# Patinaj

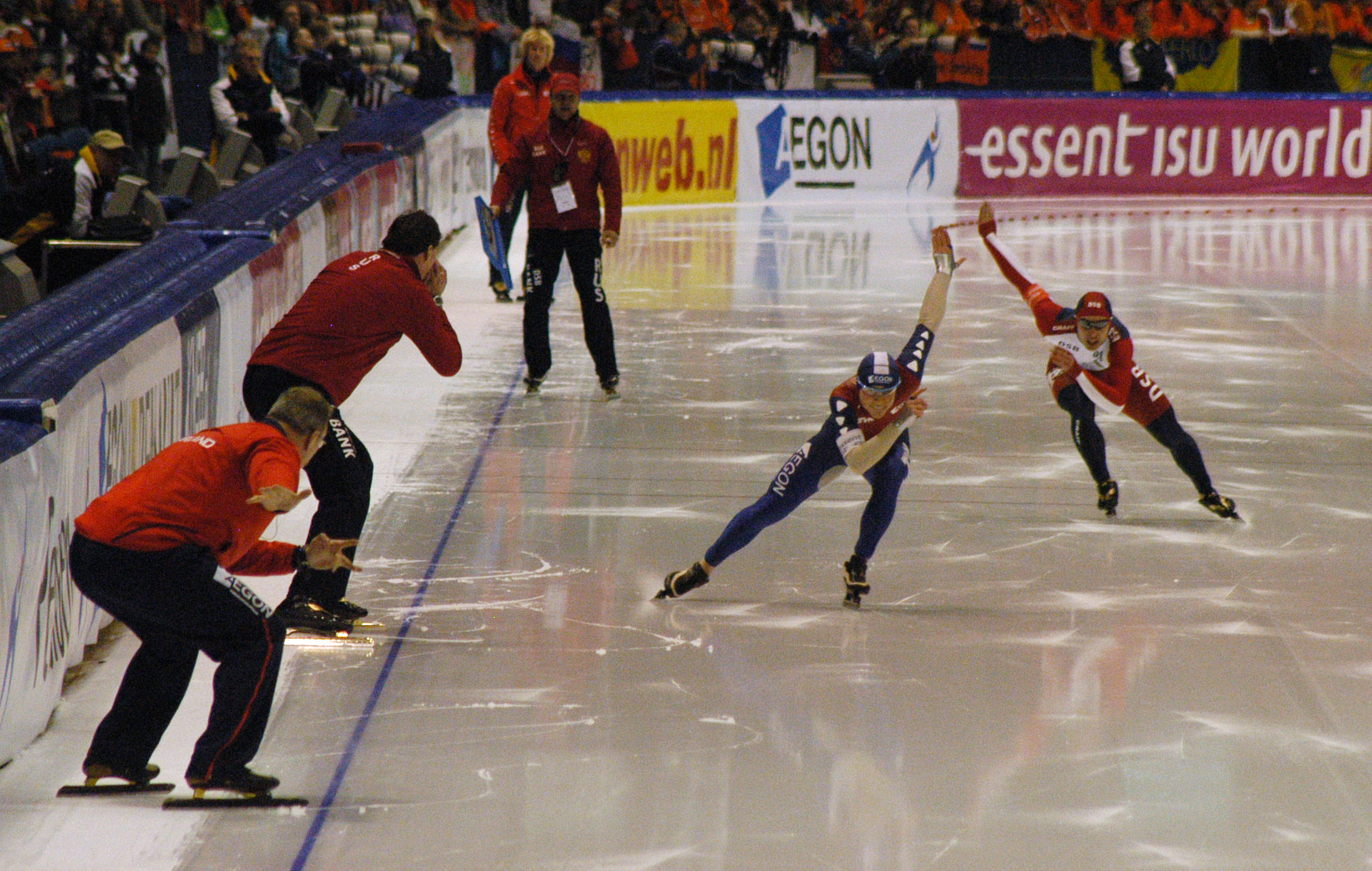
Patinaj

Patinajul este o competiție sportivă, care aparține de sporturile de iarnă și care cuprinde probe practicate cu patinele. El cuprinde disciplinele:
- Patinaj artistic
- Patinaj viteză
- Patinaj viteză pe pistă scurtă